# NGC 1633
NGC 1633 este o intermediate spiral galaxy⁠(d) situată în constelația Taurul. A fost descoperită în 9 decembrie 1798 de către William Herschel. Se află la o distanță de 67,68 de megaparseci de Pământ.